# Marchélepot
Marchélepot foi uma comuna francesa na região administrativa de Altos da França, no departamento de Somme. Estendia-se por uma área de 5,27 km². Em 2010 a comuna tinha 605 habitantes (densidade: 114,8 hab./km²).
Em 1 de janeiro de 2019, passou a formar parte da nova comuna de Marchélepot-Misery.